# Emile Barnes
Emile Barnes (* 18. Februar 1892 in New Orleans; † 2. März 1970 ebenda) war ein US-amerikanischer Jazz-Klarinettist des New Orleans Jazz.
Barnes lernte bei Lorenzo Tio Junior, Alphonse Picou, George Baquet und Big Eye Louis Nelson Klarinette und war ab 1908 in New Orleans als Musiker aktiv, spielte mit Buddy Petit und während der 1920er Jahre in der Band von Chris Kelly. In den beiden nächsten Jahrzehnten arbeitete er größtenteils außerhalb der Musikszene, spielte aber in den 1930er Jahren in der Camelia Band von Wooden Joe Nicholas und in den späten 1940er Jahren mit Kid Howard. Bekannt wurde er außerhalb von New Orleans mit dem Revival, das mit der Eröffnung der Preservation Hall 1961 einherging. Er war auf mehreren New-Orleans-Kompilationen von Folkways Records von 1951/52 zu hören und nahm 1961 und 1963 für Jazzology auf.
Sein Bruder Polo Barnes ist ebenfalls Klarinettist.

## Lexikalische Einträge
- Leonard Feather, Ira Gitler: The Biographical Encyclopedia of Jazz. Oxford University Press, New York 1999, ISBN 0-19-532000-X.